# Église Notre-Dame de Valbenoîte
L'église Notre-Dame de Valbenoîte est un édifice religieux des XIIIe et XVIIe siècles, agrandi et completé d'un clocher au XIXe siècle, situé sur la place de l'Abbaye dans le quartier de Valbenoîte, territoire de la commune de Saint-Étienne dans le département de la Loire en France.
Cette ancienne église abbatiale cistercienne, plusieurs fois saccagée et ravagée par des incendies, fermée et vendue comme bien national à la Révolution devient au début du XIXe siècle paroissiale catholique faisant partie de la paroisse Saint-Benoit et du diocèse de Saint-Étienne. Depuis le début de l'année 2022, la paroisse Saint-Benoît est réunie avec la paroisse Saint-Étienne sous le double vocable Saint-Étienne-Saint-Benoît.

## Historique

### L'abbaye de Valbenoîte
La fondation de Valbenoîte, aux lendemains du conflit ayant opposé le comte de Forez à l'archevêque de Lyon, témoigne très probablement du rôle politique des cisterciens lors de la crise qui aboutit à la permutation de 1173 et à la séparation du Forez et du Lyonnais.
Une copie de la bulle pontificale de Lucius III, réalisée au XVIIIe siècle dans les archives de l'abbaye, donnait pour souscripteurs de l'acte : 
- Lanticus, probablement une mégraphie de Henri de Marcy,
- Thibaud Ier de Vermandois,
- Théodin, évêque de Porto,
- Johannes, cardinal-prêtre de Saint-Marc.

La chronologie permettrait ainsi de dater entre juin et septembre 1184 l'octroi du privilège avant son implantation.
La copie de la bulle indiquait également que l'abbaye avait reçu :
- Pleney (commune de Planfoy),
- Le Verney dans le territoire de Saint-Étienne,
- Le territoire de Graix et de Saint-Julien-Molin-Molette.

La même année, un deuxième acte témoignerait de la donation de terrains de l'alleu de Pons de Saint-Priest à l'ordre cistercien et de la protection consentie par Guy II de Forez en présence de son fils (Renaud, futur archevêque de Lyon) et de l'archevêque Jean Belles-mains,,. L'acte mentionne que cette donation fut réalisée à la demande de Hugues de Bonnevaux, de Jean Maret (premier abbé de Valbenoîte) ainsi que de Brian de Lavieu et Pons de Saint-Priest. Dix ans après la permutation, la transaction reflète encore le contexte politique de lutte entre le comte de Forez et l'archevêque de Lyon: le texte les présentant, de manière singulière, comme conjointement investis pour l'occasion de l'autorité par le pape Lucius III et Philippe-Auguste. Bien qu'il signale de possibles interpolations, Étienne Fournial ne remet pas en cause la date donnée par le document.
En 1195, un troisième acte témoignerait de la donation faite par Villelma de Roussillon, à l'abbaye des terrains du champ de l'Orme situés dans la paroisse de Saint-Étienne-de-Furan,.
En 1222, un quatrième acte atteste de la pose de la première pierre de l'église de Valbenoîte par Guy IV de Forez qui s'engage alors à défendre le monastère et ses biens à perpétuité,. Elle était destinée à devenir l'abbatiale de l'abbaye cistercienne fondée à la fin du siècle précédent. Pour Étienne Fournial, seul cet acte n'aurait pas été retouché.
En 1243, Gaudemar de Jarez (?) confirma la donation faite par son prédécesseur (comprenant les mas et territoires de Furet, des Forges, de Pleney, de la Gerbodière et du bois Farost).

Armoiries des comtes de Forez: De gueules au dauphin d'or
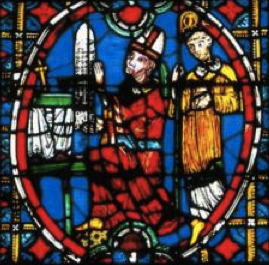
Renaud de Forez, archevêque de Lyon (1193-1226) et régent du comté de Forez.

Une transaction en date du 6 juillet 1323 dispose des juridictions des moines de Valbenoîte et du seigneur de Saint-Priest.
L'abbaye fut incendiée une première fois par les bandes anglaises en juillet 1359, reconstruite et fortifiée en 1373.

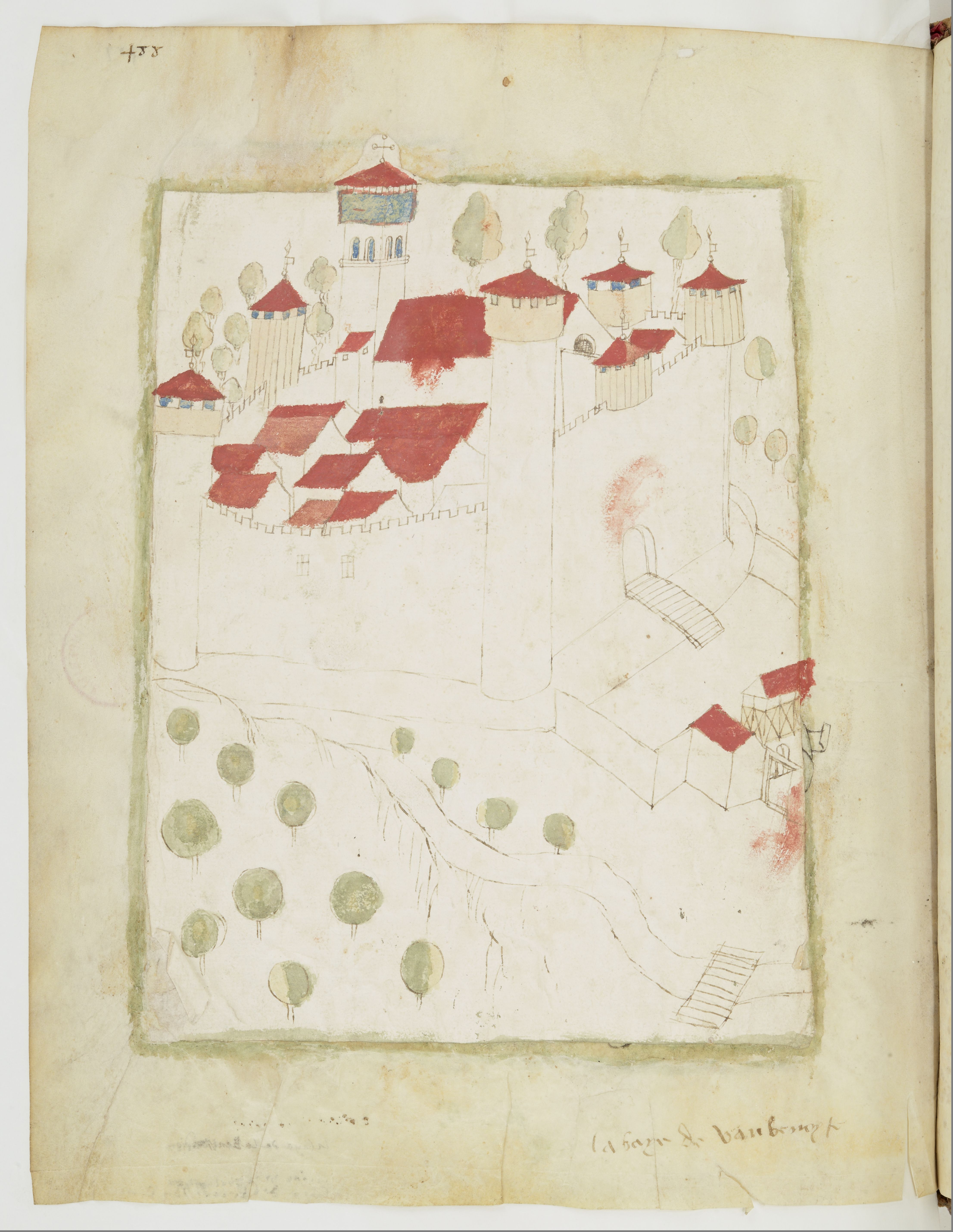
L'abbaye de Valbenoîte dans l'armorial d'Auvergne de Guillaume Revel (croquis inachevé).
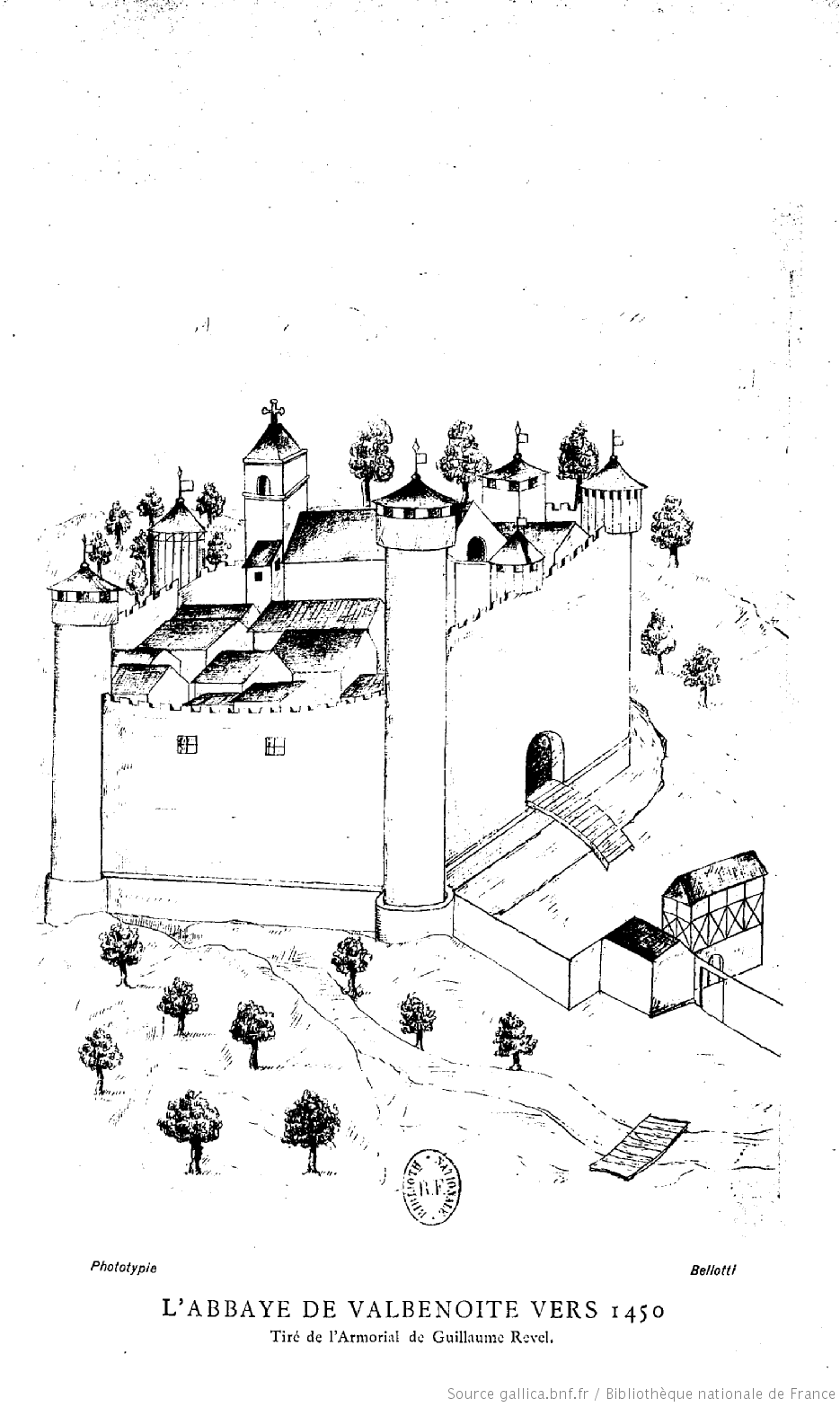
L'abbaye de Valbenoite (Saint-Etienne), vers 1450,  de l'armorial de Guillaume Revel, reprise par Victor Jannesson.

En mai 1570, l’abbaye est de nouveau mise à sac, cette fois par les huguenots et reconstruite à nouveau en 1576.
En 1753, il ne reste que quatre moines et sa fermeture est envisagée et, en 1779, un incendie détruit une partie des bâtiments.
Le domaine des Forges devait à l'abbaye annuellement : onze sols quatre deniers, 3 bichets 1/2 1/16 froment, 3 bichets 1/4 1/8, orge : 1 bichet moitié comble et moitié ras soit 1 bichet 1/4, une géline. Le tout est évalué à 40 livres 6 sols 9 deniers en 1771.
La seigneurie de l'abbaye s'étendait, en toute justice, sur une partie de Saint-Étienne, Graix et prenait une part de la dîme de Saint-Cyr-les-vignes. Valbenoîte était le lieu de sépulture des seigneurs de Jarez et Durgel, seigneurs de Saint-Priest-en-Jarez et de Saint-Chamond.

### L'église de Valbenoîte

Les rives du Furan à Valbenoîte, vers 1902

L'église de Valbenoîte est une ancienne église abbatiale romane construite à partir de 1222 pour la communauté cistercienne établie en pays de Forez dans l'abbaye du même nom (fondée dès 1184).
En 1790, les bâtiments sont vendus comme biens nationaux.
L’église devient paroissiale au début du XIXe siècle et elle est agrandie en 1820.
En 1846, elle est reprise par les frères maristes qui ouvrent une école et un pensionnat. À la suite de l'inondation de 1849, ils quittent Valbenoîte pour Saint-Chamond.
En 1949, l’église est inscrite monument historique.
Aujourd'hui, l'ensemble abrite le groupe scolaire Notre-Dame de Valbenoîte.

## Architecture
De style roman malgré l'époque de sa construction, l'église de Valbenoîte n'a pas de transept. Elle est composée d'une nef principale flanquée de bas-côtés. Dans ces trois nefs, les anciennes voûtes en berceau brisé fréquentes dans l'architecture cistercienne ont été remplacées au XVe siècle par des voûtes d'arêtes.  Les colonnes, engagées contre des piles cruciformes, ont leur chapiteau décoré de feuilles d'eau rigides, terminées par des fleurettes, que surmonte un tailloir creusé d'un cavet. L'abside, en hémicycle et voûtée en cul-de-four à l'intérieur, est à pans coupés à l'extérieur et ornée d'une corniche avec des médaillons sculptés. Le sol a été réhaussé de 1m80 vers 1850 afin de prévenir les crues du Furan. 
Le clocher et la façade sont plus récents.
L'édifice, à l'exception de la façade et du clocher, est inscrit au titre des monuments historiques depuis un arrêté du 29 décembre 1949.

L'église Notre-Dame de Valbenoîte abrite un orgue historique Cavaillé-Coll construit en 1859, mais plusieurs fois modifié depuis.

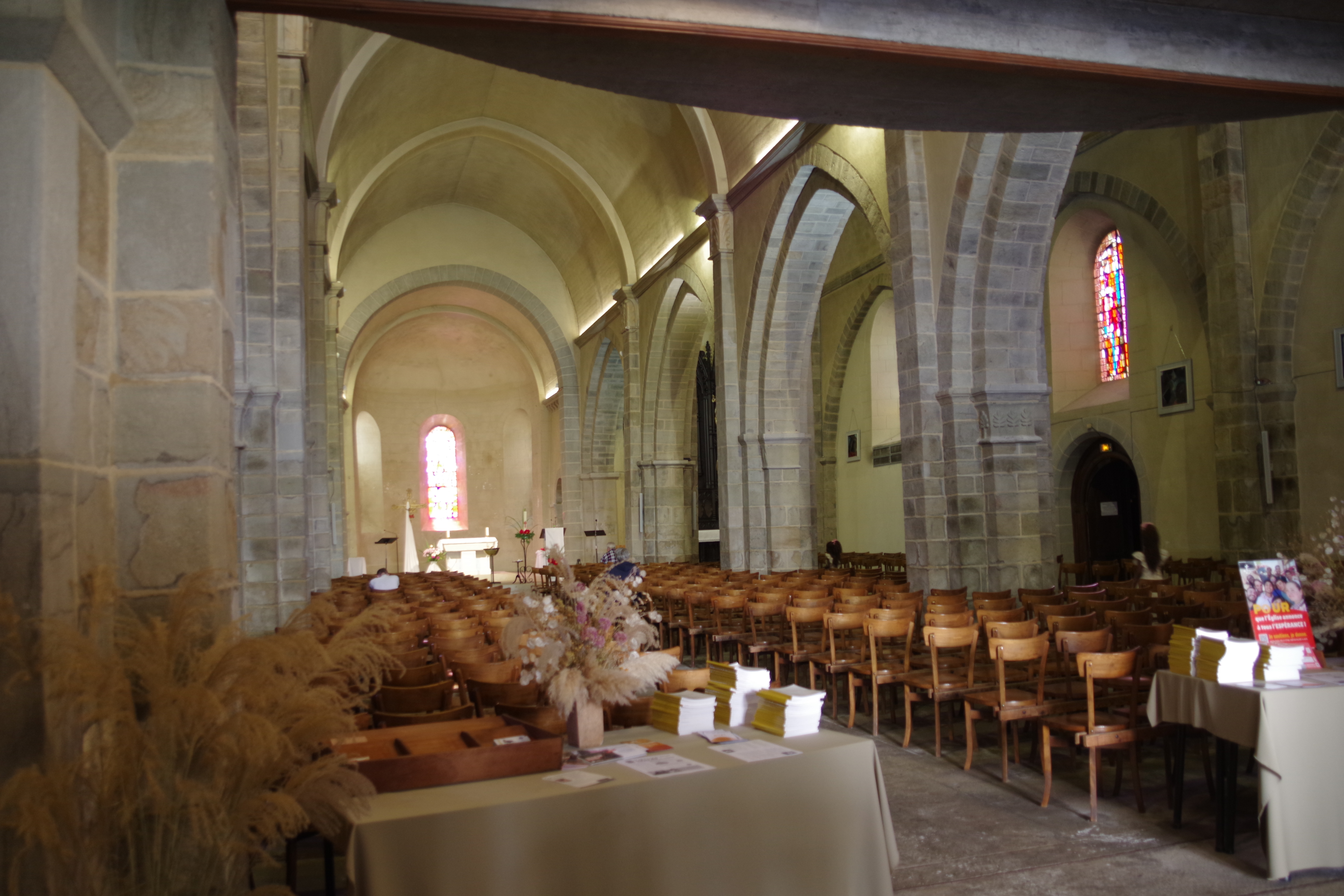
La nef.
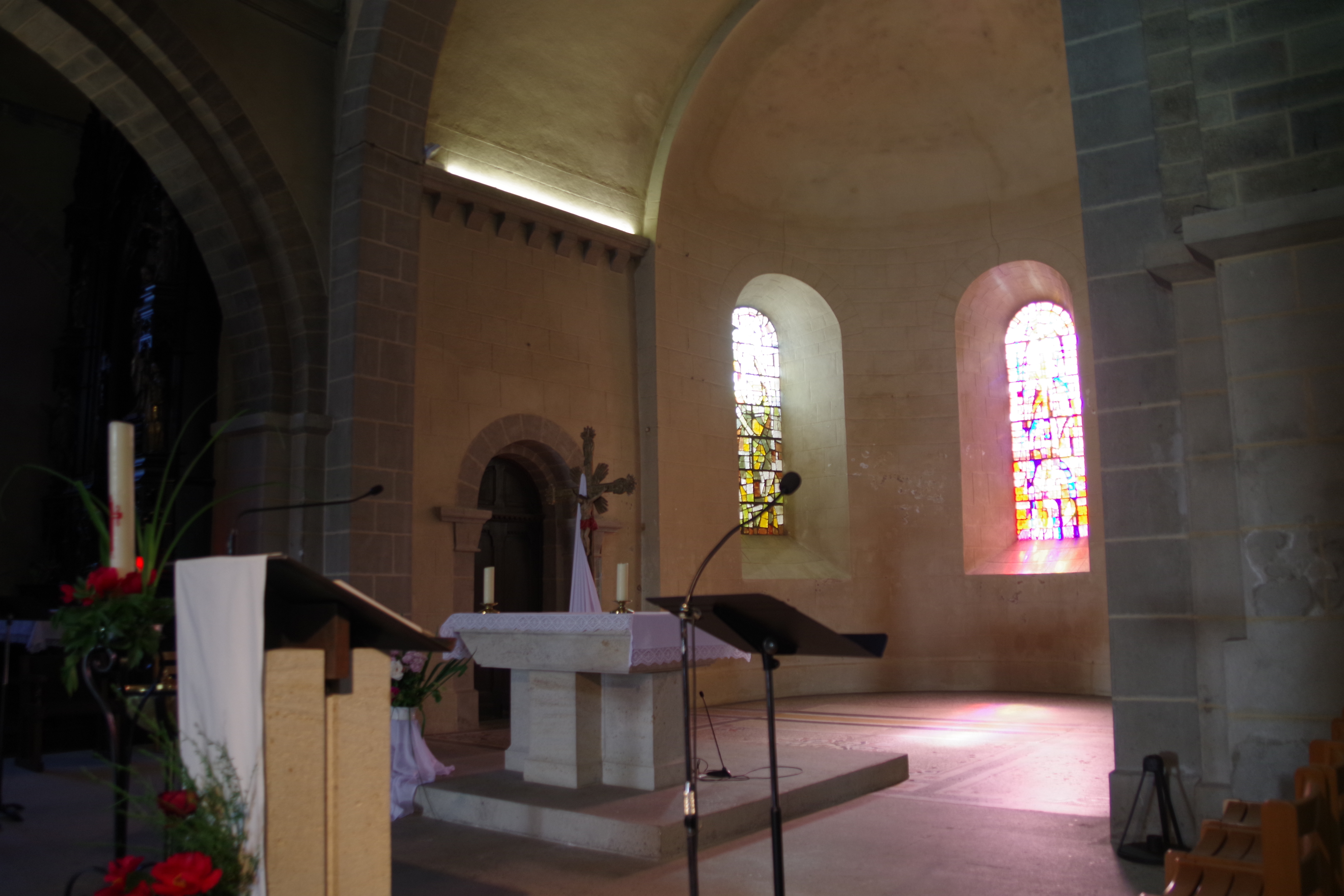
Le chœur.
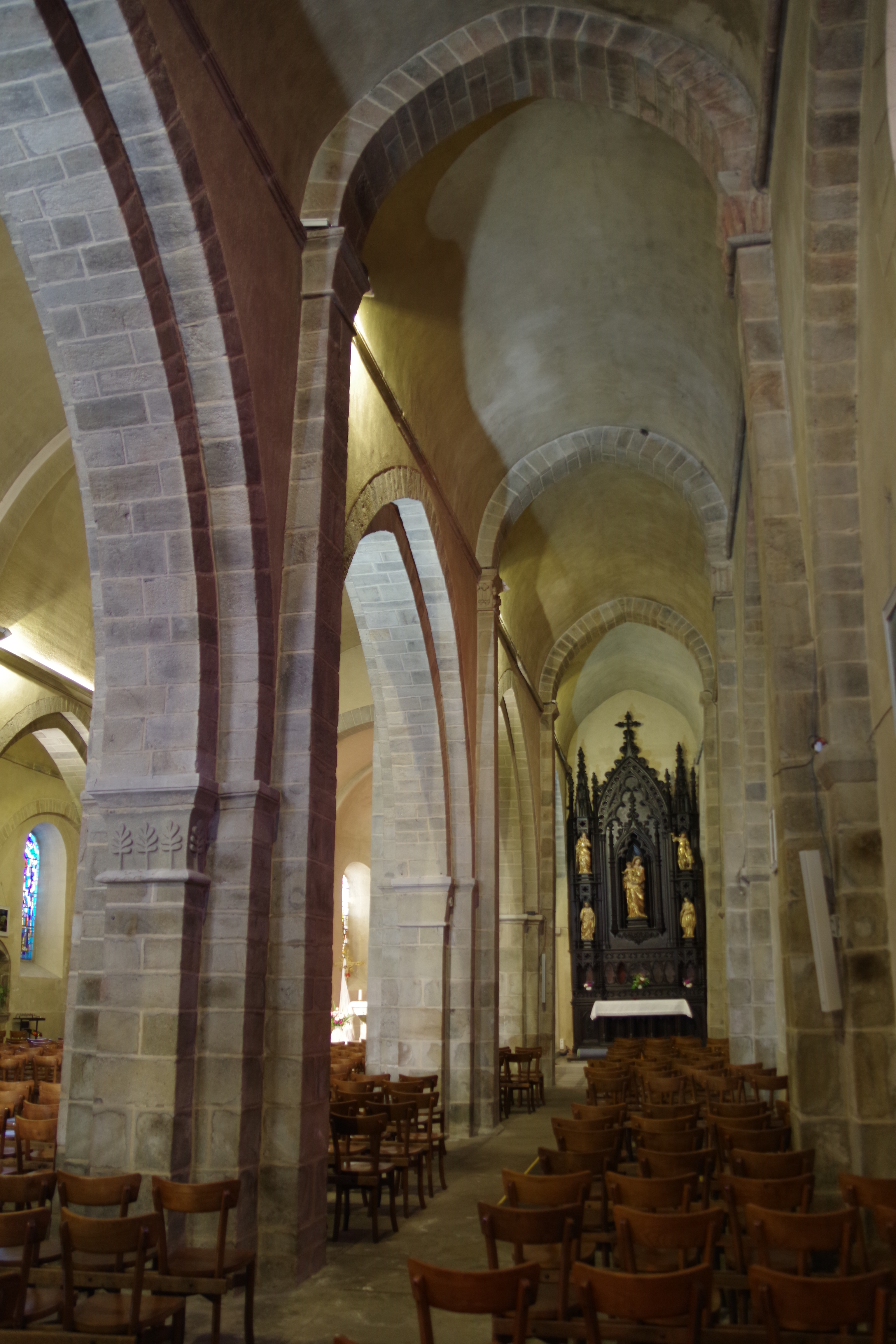
Le bas-côté sud.
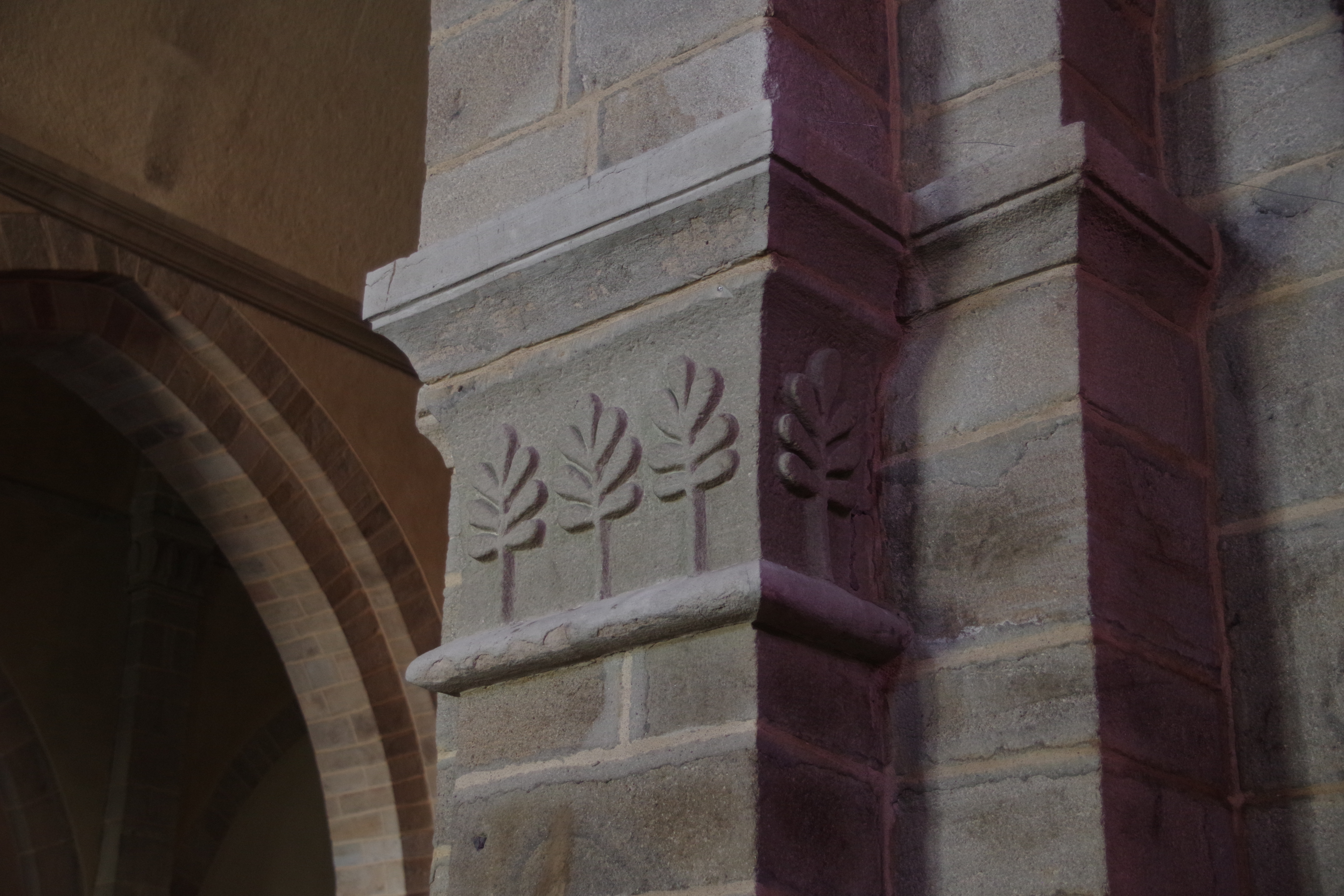
Un chapiteau.